# San Gioacchino in Prati (församling)
San Gioacchino in Prati är en församling i Roms stift, belägen i Rione Prati och helgad åt den helige Joakim, Jungfru Marias far. Församlingen upprättades den 1 juni 1905 av påve Pius X. 

Församlingen förestås av Redemptorister, en kongregation grundad år 1732 av Alfonso dei Liguori (1696–1787; helgonförklarad 1839).
Till församlingen San Gioacchino in Prati hör följande kyrkobyggnader och kapell:
- San Gioacchino in Prati, Piazza dei Quiriti 17
- Santissima Trinità, Via Pompeo Magno 21
- Cappella Clinica Sacra Famiglia, Via dei Gracchi 134

## Institutioner inom församlingen
- Chiesa Annessa Santissima Trinità
- Convitto Ecclesiastico Leoniano
- Istituto Paritario Suore della Risurrezione di Nostro Signore Gesù Cristo
- Resurrezione di Nostro Signore Gesù Cristo
- Casa «Maria Immacolata» (Figlie della Carità di San Vincenzo de' Paoli (F.d.C.))
- Casa Beata Margherita Caiani (Minime Suore del Sacro Cuore (M.S.C.))
- Casa Generalizia (Suore della Sacra Famiglia – Bordeaux (S.F.B.))
- Casa Generalizia (Suore di Santa Marta (C.S.S.M.))
- Casa Madre – Casa Generalizia (Suore della Risurrezione di Nostro Signore Gesù Cristo (C.R.))
- Casa Provincializia «Santa Luisa De Marillac» (Figlie della Carità di San Vincenzo de' Paoli (F.d.C.))
- Comunità Cenacolo Cateriniano (Unione di Santa Caterina da Siena delle Missionarie della Scuola (Unione di Santa Caterina da Siena) (M.D.S.))
- Casa Editrice Centro Liturgico Vincenziano (C.L.V.) (Congregazione della Missione (Lazzaristi) (C.M.))
- Casa Generalizia (Fratelli Cristiani (C.F.C.))
- Casa Provinciale (Congregazione della Missione (Lazzaristi) (C.M.))
- Casa di Cura «Santa Famiglia»
- Gruppi di Volontariato Vincenziano – Aggregazione Ecclesiale

## Kommunikationer
Närmaste tunnelbanestation är Lepanto 